# Драбівське повстання
Драбівське повстання — серія виступів сільського населення проти примусової колективізації на Драбівщині (Лубенський і Прилуцький округи, колишній Пирятинський повіт Полтавської губернії), нині Черкаська область у 1920-1930-х роках.
Подробиці виступів, імена учасників і подробиці придушення повстання залишаються маловідомі до нашого часу.

## Передісторія
Варто пам'ятати, що колишній Пирятинський повіт — це старий козацький край, земля вільних людей по волі Божій, а не царській чи панській. Чимало уродженців краю у 1917-1920-х рр. брали участь у боротьбі за громадське народовладдя під різними гаслами і прапорами, перебували у лавах «Вільного козацтва» і «Червоного козацтва» Української Республіки. Більшість місцевого трудового селянства-козацтва підтримувало боротьбу за народовладдя, революційні гасла, розбудову Української Республіки. Після ініціатив, здійснених керівництвом Радянського Союзу у Москві у 1929-1930-х рр. у багатьох людей уривався терпець, частина людей, нерідко колишніх фронтовиків і партизан бралася за зброю.

## Справа «Гренадери»
У справі під назвою «Гренадери» (Драбівське повстання) проходили учасники повстанських груп цілої низки сіл. На чолі руху стояли селянські повстанкоми, керовані підрайонними комітетами із сіл Перервинці, Свічківка та Білоусівка.
Повстання мало відбутися навесні 1930 року, але було перенесене на весну 1931 року. Та одна з груп у селі Перервинці не була згодна на перенесення строку, вирішила виступити самостійно і встановила дату виступу — 6 квітня 1930 року.
За вказівками підрайонного комітету виступили кілька населених пунктів: Перервинці, Митлашівка та Драбів. Кількість повсталих досягла більш ніж 100 осіб. Повсталі селяни були озброєні гвинтівками, обрізами та револьверами-«наганами». Мали вони й холодну зброю.
Під час збройного виступу було вбито 7 сільських активістів-комнезамівців, здійснено напад на станцію Драбів, де було захоплено і перервано телеграфно-телефонний зв'язок, підпалено будинок Нарсуду та захоплено зброю, що там зберігалася. До повстання були готові й інші групи селян — із сіл Филиповичі, Круподеринці та Білоусівка.
Силами Лубенського та Прилуцького ДПУ воно було ліквідоване. Під час слідства було заарештовано 89 активних учасників повстання. 20 з них було розстріляно, інші отримали різні терміни ув'язнення. Всі засуджені по справі Драбівського повстання були реабілітовані у 1989 році.
Розгром Драбівського повстання і арешт повстанських груп не припинили діяльність повстанців у інших селах. Ті повсталі селяни, котрим вдалося уникнути арешту, пізніше об'єднались вже в Пирятинському районі, де вчинили низку пограбувань і терактів проти представників сільської радянської влади.
Існує також погляд на цю справу, що: «більшовики, аби поширити серед населення інформацію про „ворогів народу“, надавали цим справам гучні кодові назви, як приклад, так звана справа „Гренадери“, спрямована проти українських вчителів з Полтавщини. Своїх ідеологічних противників більшовики знищували методами терору. Ці методи були поставлені в ранг державної політики і здійснювались проти провідних українських політичних діячів, зокрема, й за кордоном.»